# Keresztes Attila (vívó)
Keresztes Attila (Budapest, 1928. január 18. – Budapest, 2002. szeptember 26.) olimpiai bajnok kardvívó.
1953-tól a Budapesti Lokomotív kardvívója volt. 1954-től szerepelt a magyar válogatottban. 1955-ben, a római világbajnokságon, majd 1956-ban a melbourne-i olimpián tagja volt a bajnoki címet nyert magyar kardcsapatnak. Legjobb egyéni eredményeként az 1954. évi budapesti főiskolai világbajnokságon aranyérmet nyert. Az 1956. évi olimpia után New Yorkban telepedett le. 1964-ben amerikai színekben indult az olimpián, ahol hetedik volt csapatban. Peruban edzősködött. Röviddel halála előtt települt vissza Magyarországra.

## Sporteredményei
- olimpiai bajnok (1956: csapat)
- világbajnok (1955: csapat)
- világbajnoki 5. helyezett (1955: egyéni)
- főiskolai világbajnok (1954: egyéni)
- főiskolai világbajnoki 2. helyezett (1954: csapat)